# Lorbeerzikade

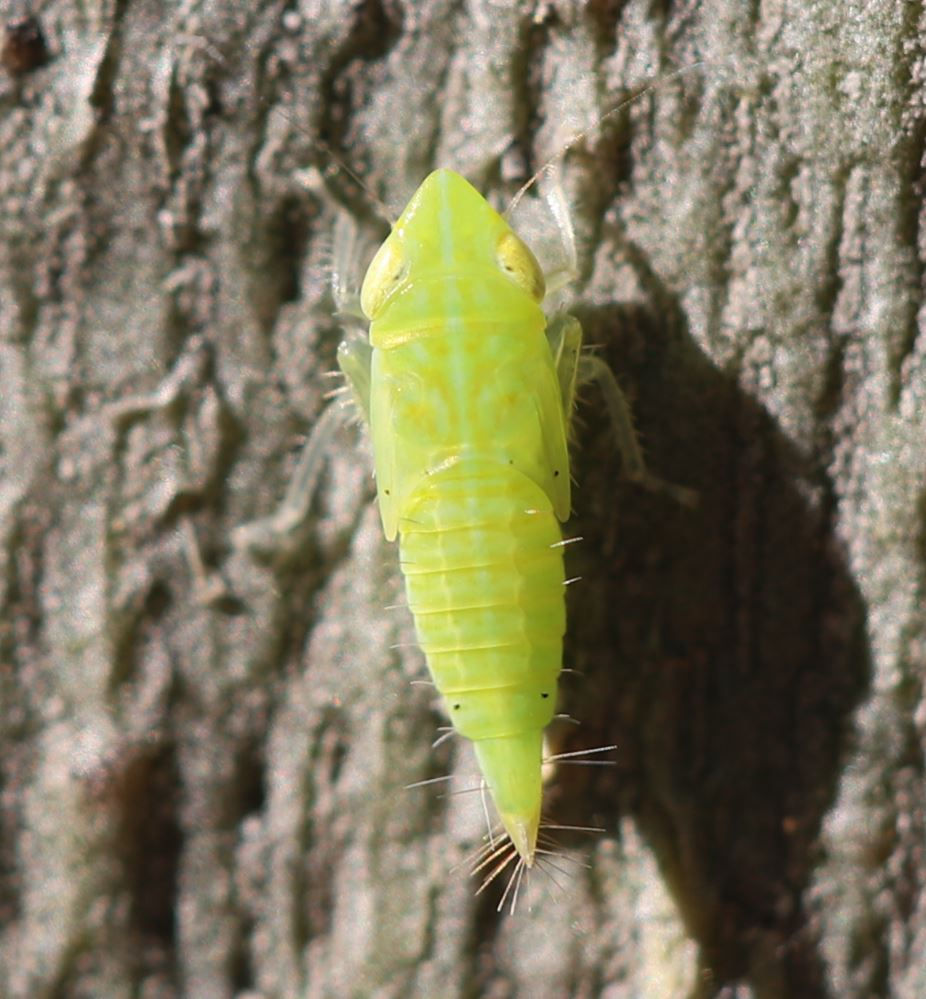
Nymphe

Die Lorbeerzikade (Synophropsis lauri)  ist eine Zwergzikade aus der Unterfamilie der Zirpen (Deltocephalinae). Sie ist die einzige Art der Gattung Synophropsis. Das Art-Epitheton lauri bezieht sich auf den Echten Lorbeer (Laurus nobilis).

## Merkmale
Die Lorbeerzikade hat eine Länge von 5,7–6,5 mm. Die Zikaden besitzen einen vorne spitz zulaufenden Vertex (Scheitel). Die Grundfarbe der Zikaden variiert zwischen grau und hellrot. Die Musterung von Körper und Vorderflügel ist einfach gehalten. Die Flügeladern sind weiß. An den Enden der hinteren Flügeladern, an der Naht zwischen Corium und Clavus sowie in den Flügelzellen am hinteren Flügelrand befinden sich dunkle Flecke. Die Facettenaugen sind gewöhnlich gelb gefärbt. Die fadenförmigen Fühler sind relativ lang.
Die Nymphen sind hellgrün gefärbt. Sie weisen ebenfalls einen spitzen Vertex sowie gelbe Augen auf. Sie besitzen dorsal vier kleine schwarze Flecke. Das Hinterleibsende läuft nach hinten spitz zu.

## Ähnliche Arten
Die ähnlichen Vertreter der Gattung Fieberiella, beispielsweise die Südliche (Fieberiella florii) und die Gemeine Strauchzirpe (Fieberiella septentrionalis), sind mit kleinen schwarzen Punkten übersät. Dies trifft sowohl für die Imagines als auch für die Nymphen zu.

## Verbreitung
Die Art war ursprünglich im pontomediterranen Raum verbreitet. Ihr Vorkommen erstreckte sich von Südosteuropa in den Kaukasus und in den Nahen Osten (Aserbaidschan, Zypern, Jordanien, Kleinasien, Griechenland, Kreta). Seit Mitte des 20. Jahrhunderts hat die Zikadenart ihr Verbreitungsgebiet nach Westen und später nach Norden ausgedehnt. Ein erster Fund aus Südfrankreich datiert aus dem Jahr 1972. Im Jahr 2000 wurde die Art in Basel entdeckt, 2007 in London, 2008 in Paris. 2008 gab es auch die ersten Fundmeldungen aus Deutschland. Das aktuelle Verbreitungsgebiet erstreckt sich in der Mitte und im Westen Europas über England, die Kanalinseln, Belgien, Deutschland, die Schweiz, Frankreich, Katalonien, Italien und Sizilien. Im Gegensatz zu vielen anderen Zikadenarten gilt die Lorbeerzikade in Deutschland nicht als bestandsgefährdet.

## Lebensweise
Die polyphagen Zikaden findet man häufig an Echtem Lorbeer (Laurus nobilis) und an Gemeinem Efeu (Hedera helix). Des Weiteren gilt die Zikadenart als ein Schädling an Olivenbäumen (Olea euroaea). Die Art gilt als univoltin, das heißt, sie bildet nur eine Generation im Jahr. Die Imagines beobachtet man von Juni bis November. Die Larven überwintern. Es wird jedoch vermutet, dass auch weibliche Imagines überwintern und eventuell eine zweite Generation im Jahr hervorbringen.

## Natürliche Feinde
Die in Italien vorkommende Zwergwespen-Art Polynema synophropsis ist ein auf die Zikadenart spezialisierter Eiparasitoid.